# Guillaume Cros
Guillaume Cros (* 19. April 1995 in Béziers) ist ein französischer Fußballspieler.

## Karriere

### Verein
Nach seinen Anfängen in der Jugend von Cheminot Béziers und Avenir Sportif Béziers wechselte er im Sommer 2009 in die Jugendabteilung des FC Sochaux. Dort spielte er vor allem in der 2. Mannschaft, gab aber am 1. Spieltag der Saison 2014/15 sein Profidebüt in der Ligue 2, als er bei der 0:1-Heimniederlage gegen den US Orléans in der Startformation stand. Nachdem er ein Jahr für den RC Agde gespielt hatte, wechselte er im Sommer 2016 nach Deutschland zum FC Carl Zeiss Jena. Mit seinem neuen Verein schaffte er am Ende der Saison der Regionalliga Nordost den Aufstieg in die 3. Liga.
Ende Januar 2019 wechselte Cros innerhalb der dritten Liga nach Auflösung seines Vertrages in Jena zu Hansa Rostock. Sein Startelf- und Pflichtspieldebüt für die Ostseestädter erfolgte im März 2019 beim Auswärtsspiel am 28. Spieltag der laufenden Saison in Münster. Nach letztlich nur drei Einsätze für die Rostocker Kogge verließ Cros bereits im Sommer desselben Jahres den FC Hansa.
Nach einem Jahr Vertragslosigkeit wechselte er zurück nach Frankreich und unterzeichnete einen Vertrag beim RC Agde.

### Nationalmannschaft
Guillaume Cros ist auch auf mehreren Ebenen der Jugendnationalmannschaften des französischen Fußballverbandes aufgelaufen.